# NGC 7448
NGC 7448 este o interacțiune de galaxii situată în constelația Pegas. A fost descoperită în 16 octombrie 1784 de către William Herschel. Se află la o distanță de 27,04 de megaparseci de Pământ.